# 范布倫鎮區 (印地安納州門羅縣)
范布倫鎮區（英語：Van Buren Township）是位於美國印地安納州門羅縣的一個行政鎮區。

## 地方資料
根據2010年美國人口普查的數據，范布倫鎮區的面積為90.30平方千米，當中陸地面積為90.30平方千米，而水域面積為8.00平方千米。當地共有人口11981人，而人口密度為每平方千米132.68人。